# Adamov vrh
Adamov vrh (sinhalsko Sri Pada ali Sri Paadaya (ශ්රී පාදය) in Samanalakanda (සමනළ කන්ද) (Metuljeva gora); tamilsko சிவனொளி பாதமலை, Sivanolipatha Malai, arabsko Al-Rohun) je 2243 m visoka stožčasta gora v osrednji Šrilanki. Je dobro znana po Sri Pado, tj. »Sveti stopinji«, kamniti formaciji veliki 1,8 m blizu vrha, ki v budistični tradiciji velja za odtis levega stopala Bude, v hindujski tradiciji Šive ter v islamski in krščanski tradiciji odtis prve stopinja Adama na zemlji po izgonu iz raja ali sv. Tomaža, ki je širil krščanstvo na Idijski podcelini.
Po budistično-singaleškem verovanju bi moral vsak budist vsaj enkrat v življenju romati na vrh te gore.

## Geografija
Gora leži v južne delu osrednjega visokogorja v okrožju Ratnapura v pokrajini Sabaragamuwa in okrožju Nuwara Eliya v Osrednji pokrajini, in leži približno 40 km severovzhodno od mesta Ratnapura in 32 km jugozahodno od mesta Hatton. Okoliško območje je večinoma gozdnato gričevje, v bližini pa ni nobene gore primerljive velikosti. Regija vzdolž gore je rezervat za prosto živeče živali, v katerem se nahajajo številne vrste od slonov do leopardov, vključno z mnogimi endemičnimi vrstami.
Adamov vrh je pomemben kot vodozbirno območje. Okrožja južno in vzhodno od Adamovega vrha prinašajo dragocene kamne - smaragde, rubine in safirje, po katerih je otok znan, in ki so zaslužni za njegovo staro ime Ratnadvipa.

## Izrazi
Zaradi svojega pomena za različne ljudi, ki naseljujejo državo, ima gora različna imena.
Pogosto uporabljeni Sri Pada izhaja iz sanskrta, ki ga uporabljajo Sinhalci v verskem kontekstu; to ime ima tudi pomen v jeziku Pāli, in se lahko prevede grobo kot "sveto stopalo". Nanaša se na obliko skale, ki je na vrhu, in za katerega budisti verjamejo da je Budovo stopalo. Krščanske in islamske tradicije trdijo, da je to Adamov odtis, ko je zapustil raj in prvič stopil na Zemljo, od tod ime "Adamov vrh". Hindujska tradicija se nanaša na odtis hindujskega božanstva Šive in imenujejo goro Shiva padam v tamilskem jeziku. Tamilci uporabijo tudi ime Shivanolipatha Malai.
Drugo sinhalsko ime za goro je Samanalakanda, in se nanaša bodisi na božansko Saman, ki naj bi živelo na gori ali na metulje (samanalayā), ki pogosto med letnimi migracijami preletajo goro. Vendar je ime Sri Pada pogosteje uporabljajo.
Druga krajevna in zgodovinska imena so Ratnagiri ("hrib draguljev"), Samantakuta ("vrh Samana"), Svargarohanam ("vzpon do nebes"), Rohana in druge različice korena Rohana.

## Poti
Dostop do gore je možen po 6 poteh: Ratnapura-Palabaddala, Hatton-Nallathanni, Kuruwita-Erathna, Murraywatte, Mookuwatte in Malimboda. Pot Nallathanni & Palabaddala najbolj podpirajo tisti, ki se zavzemajo za plezanje, medtem ko se pot Kuruwita-Erathna uporablja manj pogosto. Te poti so povezane z večjimi mesti ali mesti z avtobusom, zaradi česar je njihova uporaba priljubljena. Poti Murraywatte, Mookuwatte in Malimboda se komajda uporabljajo, vendar pa se s Palabaddalsko cesto uporabljajo preko križanja. Običajna pot, ki jo uporablja večina romarjev za vzpon, je preko Hattona in spust skozi Ratnapuro; čeprav je pot preko Hattona najstrmejša, je tudi približno pet kilometrov krajša od drugih poti.
Ko se doseže eno od začetnih "vozlišč" Palabadalla, Nallathanni ali Erathna, ostali del vzpona poteka skozi gozdove po stopnicah, ki so vgrajene. Večji del poti, ki vodi od baze do vrha, je sestavljen iz več tisoč stopnic, zgrajenih iz betona ali grobih kamnov. Poti so osvetljene z električno razsvetljavo, kar omogoča nočno vzpenjanje in je varno, tudi če jih spremljajo otroci. Postanki za počitek ob poti nudijo osvežilne pijače in oskrbo.
Medtem ko na gori obstaja veliko starodavnih spomenikov, je pomembna mirna pagoda na polovici poti, ki jo je leta 1978 zgradil Nipponzan Myohoji.

## Zgodovina
Sri Pada se prvič omenja (kot Samanthakuta) v Deepawamsi, najstarejši pali kroniki (4. stoletje), pa tudi v kroniki Mahavamse iz 5. stoletja, kjer je navedeno, da je Buda obiskal vrh gore. Kronika Rajavaliya navaja, da se je kralj Valagamba (1. stoletje pr. n. št.) skril v gozdove Adamovega vrha proti napadalcem iz Indije in se kasneje vrnil v Anuradhapuro. Mahavamsa spet omenja obisk kralja Vijayabahuja I. (1058-1114) na gori. Znani kitajski romar in budistični popotnik Fa Hien je na Šrilanki ostal v letih 411-12 in omenja Sri Pada, čeprav ni jasno, ali je goro dejansko obiskal.
Italijanski trgovec Marco Polo je v svojih Potovanjih leta 1298 opazil, da je Adamov vrh pomemben kraj romanja, vendar v kamnitega odtisa ni omenil. Arabski popotnik Ibn Battuta se je povzpel na vrh gore, ki jo je leta 1344 imenoval Sarandib. V svojem opisu omenja stopnice in železne stebre z verigami, ki pomagajo romarjem. John Davy, brat pomembnega kemika sira Humphryja Davyja, je obiskal vrh leta 1817. Zapisal je opazovanje prevelikega stopala, izrezanega v kamen in okrašenega z enim samim medeninastim robom in prežetega z dragulji.